# Chi Shu-ju
Chi Shu-ju (chinesisch 紀淑如, * 27. November 1982) ist eine ehemalige taiwanische Taekwondoin.

## Karriere
Chi Shu-ju wurde 1997 in Hongkong in der Gewichtsklasse bis 47 Kilogramm und 1999 in Edmonton in der Gewichtsklasse bis 51 Kilogramm Weltmeisterin. Auf kontinentaler Ebene gewann sie 1996 in Melbourne Silber in der Klasse bis 43 Kilogramm, 1998 in Ho-Chi-Minh-Stadt Gold in der Klasse bis 47 Kilogramm und 2006 in Bangkok Bronze in der Klasse bis 55 Kilogramm. Bei den Asienspielen 1998 in Bangkok wurde sie zudem Dritte in der Gewichtsklasse bis 43 Kilogramm. Zweimal nahm Chi an Olympischen Spielen teil: 2000 unterlag sie in Sydney nach einem Sieg in der ersten Runde der Klasse bis 49 Kilogramm im darauffolgenden Viertelfinale der späteren Olympiasiegerin Lauren Burns. In der Hoffnungsrunde setzte sie sich anschließend in ihren beiden Kämpfen durch und erhielt so die Bronzemedaille. Bei den Olympischen Spielen 2004 in Athen scheiterte sie in der Klasse bis 57 Kilogramm erneut im Viertelfinale.